# Taifa de Murcia
La taifa de Murcia fue una de las distintas taifas árabes de al-Ándalus medieval en lo que hoy es el sur de España. Se independizó como una taifa centrada en la ciudad de Murcia después de la caída del califato Omeya de Córdoba (siglo XI). 
Esta taifa existió durante cinco etapas en los tres periodos taifas, siendo paulatinamente integrada en Castilla entre 1243 y 1266, convirtiéndose en el reino de Murcia.

## Antecedentes
En el año 713, sólo dos años después de la invasión árabe de la península ibérica, el emir Abd al-Aziz ocupó el sureste de la misma. El conde Teodomiro, que era gobernador visigodo de Orihuela, pactó una capitulación favorable, consiguiendo una cierta autonomía a través del llamado pacto de Teodomiro, que incluía el pago de un tributo por parte de la población hispanogoda, la promesa de no colaborar con sus enemigos y la obligación de entregar siete ciudades: Orihuela, Alicante, Mula, Lorca, Elche, Begastri y Eio. A este territorio semiautónomo se le comenzó a denominar como Tudmir (arabización de Teodomiro), pasando a ser una cora del emirato.
La inestabilidad del emirato de Córdoba (entre 754 y 929) y los numerosos conflictos sociales entre clanes árabes y entre estos y las élites hispanogodas paulatinamente islamizadas, provocaron la intervención del emir de al-Ándalus Abderramán II en la Cora de Tudmir, quien en junio del 825 ordenó la destrucción de la ciudad de Eio y la fundación de una nueva capital administrativa (Múrsiya, la actual Murcia), para afianzar la autoridad cordobesa en la zona.
Durante el califato de Córdoba, entre 929 y 1031, la ciudad de Murcia creció y prosperó, consiguiendo importancia dentro del estado andalusí.

## Primera taifa (sigloXI): los Banu Tahir, Ibn Ammar e Ibn Rashiq

Taifas en el 1037, donde aparece la primera Taifa de Murcia

Proveniente de Orihuela el oficial eslavo Jairán se apoderó de Murcia hacia el año 1012-1013 conquistando al año siguiente Almería, donde trasladó la Corte, dejando como gobernador en Murcia a Zuhaír. A la muerte de Jairán en el año 1028, Zuhaír se trasladó a Almería dejando a su vez a otro gobernantes, en especial a la familia Banū Tāhir dependiendo de la Taifa de Almería.
Por lo tanto, no fue hasta bien entrado el siglo XI cuando Murcia encabezó su primer reino taifa independiente. Bajo el mandato de Abu Abd al-Rahman ibn Tahir, Murcia, ahora dependiente de la Taifa de Valencia, logró independizarse al caer esta en manos de la de Taifa de Toledo. Este primer estado independiente murciano concluyó en el año 1078 cuando las tropas del rey taifa de Sevilla al-Mu'tamid entraron en la ciudad de Murcia. 
Una vez anexionada la primera Taifa de Murcia, el visir de al-Mu'tamid, Ibn Ammar, ideólogo de la campaña y gobernador de la ciudad tras la toma, se nombró a sí mismo rey y cortó relaciones con Sevilla. Sin embargo, su poder no duró mucho pues comenzó a utilizarlo para fines suntuosos que le granjearon la desafección del pueblo murciano. Ibn Rashiq (general que estuvo al servicio de al-Mu'tamid) lideró la oposición a Ibn Abmmar, que se vio impelido a abandonar la ciudad, quedando Rashiq como regente independiente.

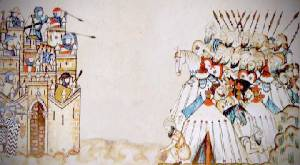
Dibujo medieval sobre el sitio musulmán de Aledo.

En este contexto de crisis, aprovechando el desconcierto tras la caída de Toledo, en el 1086 una hueste comandada por Álvar Fáñez y García Giménez se apropió de la fortaleza estratégica de Aledo saqueando la zona y condicionando la ruta comercial que a través del valle del Guadalentín comunicaba y comunica la Alta Andalucía con la zona de Levante.
La toma de Aledo y las campañas de El Cid en Valencia provocaron que multitud de caudillos andalusíes pidieran ayuda al califa almorávide Ibn Tasufin. Probablemente en el verano de 1088 se produjo el primer sitio de Aledo, con un ejército formado por tropas de numerosos reyes taifas (incluidas tropas murcianas) y soldados norteafricanos liderados por el mismo Tasufin.
La imposibilidad de tomar el castillo supuso un duro revés para la moral de los sitiadores. De hecho, el emir de Murcia, Ibn Rashiq, llegó a apoyar a los leoneses-castellanos ante el temor de que al-Mu'tamid y Tasufin hubieran pactado la entrega de Murcia a los sevillanos, aprovisionando a los sitiados. Destituido finalmente por Ibn Tašufin debido a una fetua, Ibn Rashiq y los murcianos abandonaron el asedio, rechazaron someterse a los sevillanos y pidieron auxilio a Alfonso VI de León, quien socorrió la plaza provocando el fracaso del sitio. La incomparecencia de El Cid en Aledo motivó su segundo destierro, así como la victoria cristiana hizo que los soberanos andalusíes firmaran tratados con Alfonso, algo que fundamentaría la pretensión almorávide de asimilar al-Ándalus como provincia a su imperio.
Tras dos sitios más, igual de infructuosos, en el 1091-92 los cristianos abandonaron la plaza definitivamente ante la imposibilidad de seguir defendiéndola. Tropas norteafricanas al mando del hijo del monarca almorávide sometieron finalmente el castillo de Aledo, y con ello la ciudad de Murcia.

## Segunda taifa (sigloXII): la rebelión anti-almorávide y el esplendor de Ibn Mardanis

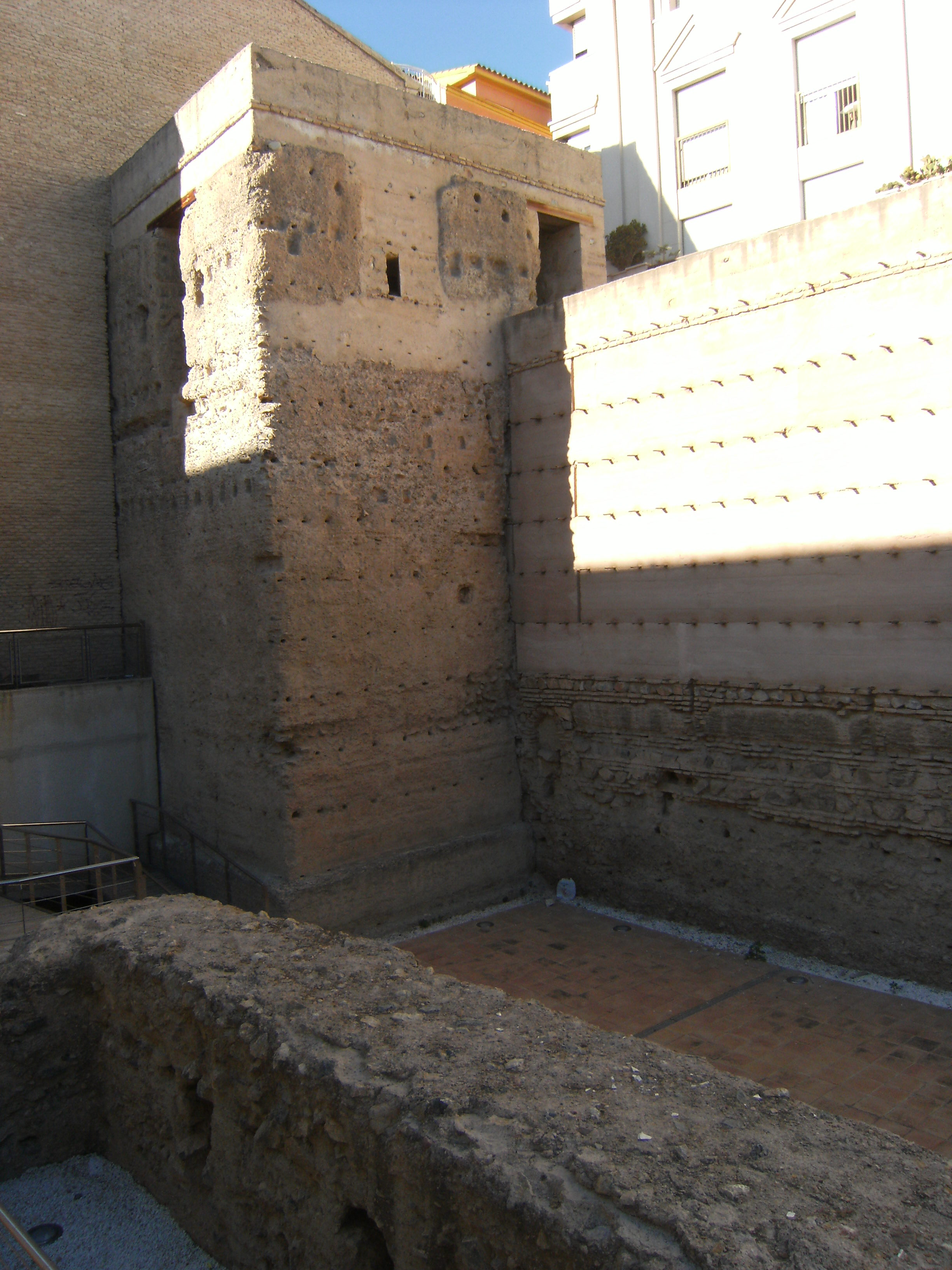
Muralla árabe de Murcia

Debido a la intolerancia almorávide, las insurrecciones locales contra la autoridad central se reprodujeron por todo al-Ándalus. En septiembre de 1145 un miembro de los Banu Tahir fue elegido jefe político de la ciudad, y un mes después, tropas del noble andalusí que dirigía la sublevación anti-almorávide, Ahmad al-Mustansir Sayf al-Dawla (más conocido como Zafadola por sus aliados cristianos), se apoderaron de Murcia de la mano del general Ibn Iyad y su lugarteniente, Abd-Al·lah ibn Mardanix. 
Al-Ándalus iniciaba así otro periodo de fragmentación territorial al calor de la debilidad almorávide. Sin embargo, al poco tiempo, debido a la ruptura de la alianza entre Zafadola y Alfonso VII de León, que trajo consigo la batalla de al-Ludjdj (1146) donde murieron el mismo Zafadola y de Abd-Al·lah ibn Mardanix, y la muerte posterior del general Ibn Iyad en agosto de 1147, hizo que fuera Muhammad Ibn Mardanis (familiar de Abd-Al·lah) quien asumiera el gobierno independiente de toda Xarq al-Ándalus, justo cuando se producía el desembarco de los almohades en la península.
Muhammad Ibn Mardanis, llamado por los cristianos como el Rey Lobo, recuperó las alianzas con los reinos de Castilla y Aragón y organizó la resistencia contra el nuevo poder africano que trataba de apoderarse de la península, el Imperio almohade, entre 1147 y 1172. 

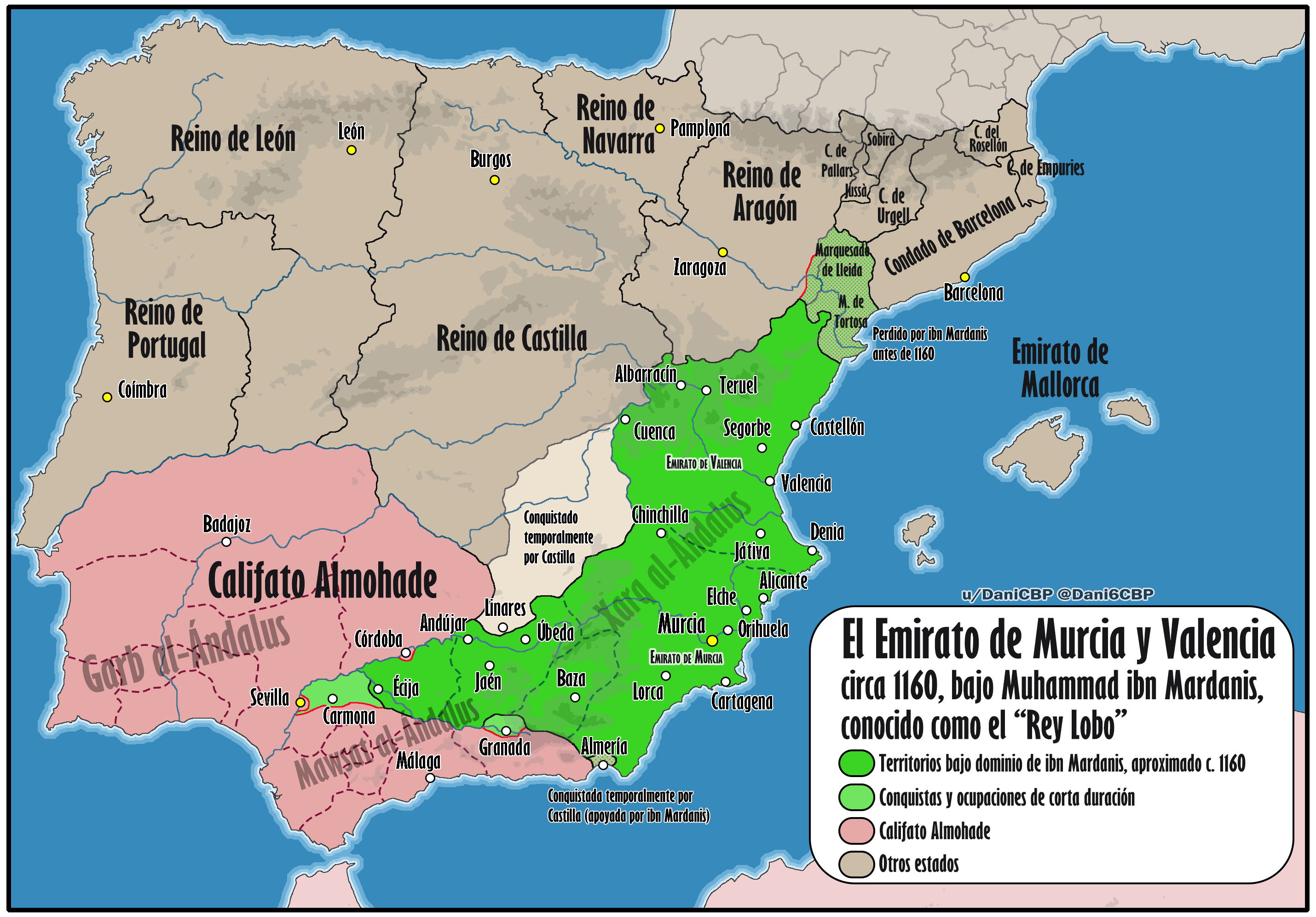
Máxima extensión de los dominios del segundo reino taifa de Murcia, dirigido por Ibn Mardanis frente al imperio almohade, hacia el 1160.

Ibn Mardanis consiguió articular un territorio que comprendía desde Jaén y Baza hasta Valencia y Albarracín, llegando a conquistar también Écija y Carmona, sitiando Córdoba, poniendo en peligro la capital almohade (Sevilla) y tomando Granada durante unos meses.
Durante el emirato del Rey Lobo la ciudad de Murcia vivió un momento de esplendor al verse convertida en centro del estado mardanisí, tanto que su moneda llegó a ser referente en toda Europa (el morabetino lupino). La prosperidad de la ciudad se basó igualmente en la agricultura que, aprovechando el caudal y la estructura del curso del río Segura, se creó (aunque basada en estructuras anteriores) una compleja red hidrológica, siendo la predecesora del actual sistema de regadíos de la huerta del Segura. La artesanía también fue muy importante y alcanzó gran prestigio, tanto que la cerámica murciana se exportaba a las repúblicas italianas. 
A todo esto hay que añadir los numerosos conjuntos palaciegos que fueron construidos, como el palacio de Dar al-Sugra en el arrabal murciano de la Arrixaca o el conjunto palatino de Monteagudo, verdaderas muestras del esplendor de una urbe que se convirtió en la auténtica capital de Xarq al-Ándalus (la parte oriental andalusí).
En 1165, tras conquistar Andújar, los almohades realizaron incursiones en la sierra de Segura, Baza y Caravaca, tomando Cúllar y Vélez-Rubio, produciéndose la batalla de Fahs al-Yallab en las proximidades de Alhama de Murcia, sufriendo Mardanis una dura derrota, refugiándose en la ciudad de Murcia, cuyos alrededores fueron saqueados. En 1172, con su reino conquistado y la capital duramente sitiada, moría en Murcia Ibn Mardanis, el Rey Lobo. Su sucesor, Hilal, pactó con los almohades la rendición, convirtiéndose en gobernador de la misma y dando fin a la taifa.

## Tercera taifa (sigloXIII): Ibn Hud gobierna al-Ándalus

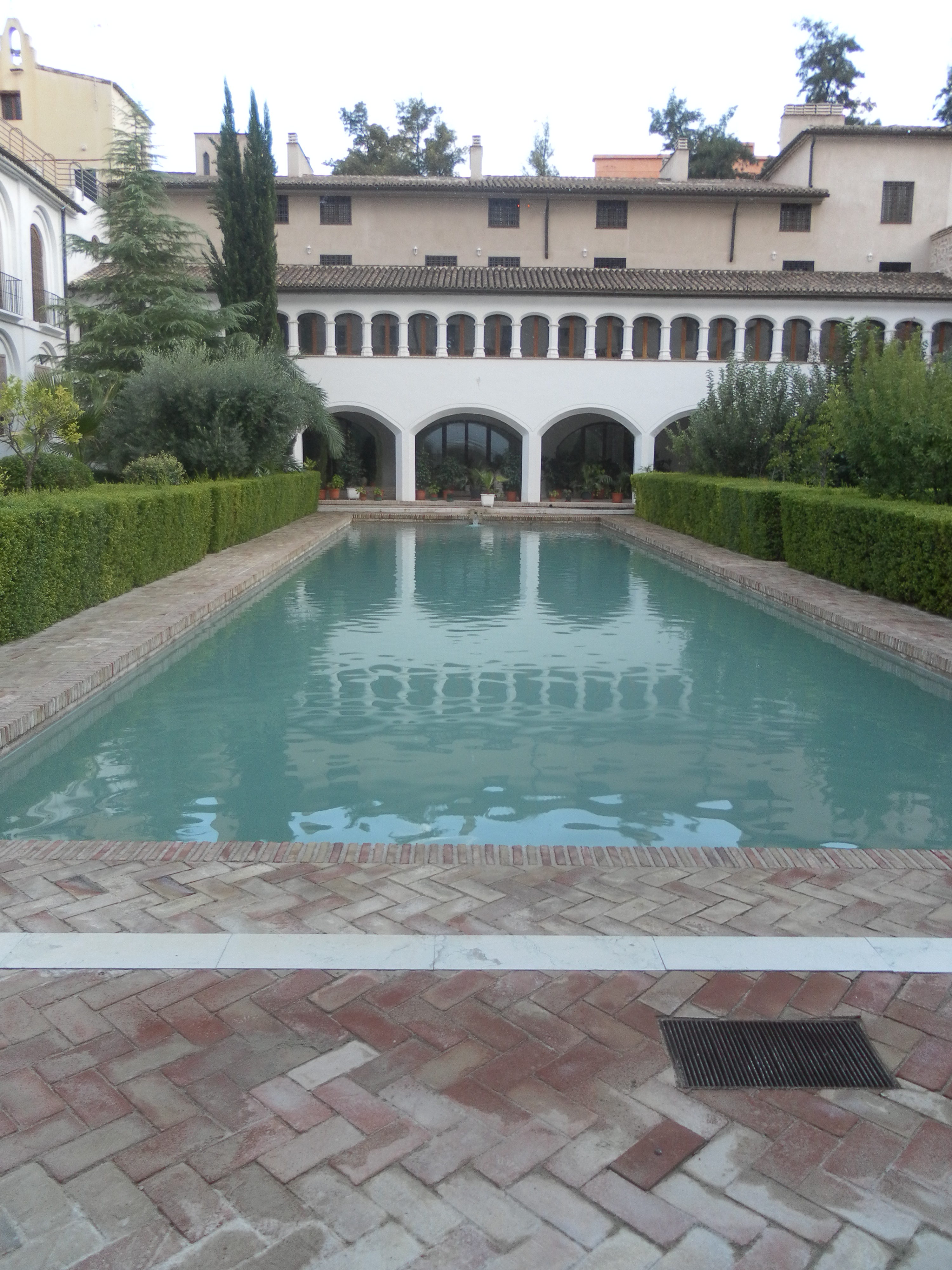
Patio del Al-Qasr al-Sagir de Murcia, construido por Ibn Hud a partir de 1228.

En su tercer periodo, el reino taifa de Murcia estuvo regido por la dinastía de los Banu Hud. Esta nueva taifa tuvo su origen en la sublevación que Ibn Hud protagonizó contra los almohades en el valle de Ricote en 1228, entrando en la ciudad de Murcia el 4 de agosto de ese año, expulsando al gobernador almohade y proclamándose emir. 
Los sucesos acaecidos en Murcia se propagaron por todo al-Ándalus hasta el punto de que en 1229 sólo Valencia y algunos puntos del Estrecho escapaban al control de Ibn Hud y de su estado, capitalizado en Murcia. En aquel año, el monarca decidió enviar una embajada al califa abbasí de Bagdad, quien le remitió otra con embajadores plenipotenciarios, confirmándole su lugartenencia de gobierno sobre toda al-Ándalus.
Durante estos años de esplendor se edificó el Al-Qasr al-Sagir, sobre los restos del anterior Dar As-Sugra en el arrabal de la Arrixaca. 

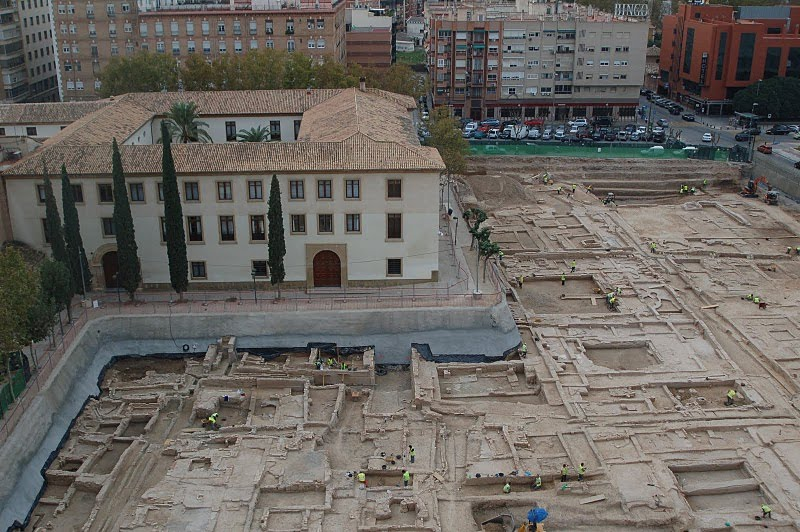
Yacimiento arqueológico de San Esteban, entramado urbano que alberga parte de lo que posiblemente sea un complejo palatino y restos del barrio andalusí del arrabal de la Arrixaca, construido principalmente durante el.

Sin embargo, la estabilidad duró poco ante las sublevaciones contra Ibn Hud ocurridas en diversos lugares como Arjona (con Muhammad ibn Nasr como principal enemigo, origen del reino nazarí de Granada) y el avance de la conquista cristiana, con la derrota en la batalla de Jerez (1231) y la caída de Úbeda en 1233. Ibn Hud pudo superar esta primera crisis al ser reconocido de nuevo como rey por Sevilla y al recuperar Córdoba en 1235. 
Sin embargo, Ibn Hud se vio obligado a rendir la antigua capital califal en 1236 ante el empuje de Fernando III el Santo en el valle del Guadalquivir. Esto supondrá el principio del fin del monarca murciano ante una pérdida tan simbólica. Sus enemigos consiguieron asesinarlo en Almería en 1238, momento en el que su reino quedó reducido al sureste ibérico. 
Aunque en un primer momento fue sustituido por su hijo, Abu Bakr Muhammad Ibn Yusuf Ibn Hud, este sería depuesto y encarcelado en agosto de 1238 por el alfaquí Ibn Jattab, antiguo consejero de Ibn Hud. Jattab también sería destituido en abril de 1239 por un golpe de Estado que entregó el poder a Zayyan ibn Mardanish, el recién destronado rey taifa de Valencia. 
El gobierno de Zayyan se caracterizó por tratar de lograr un pacto con Fernando III de Castilla que le garantizase poder sofocar las sublevaciones internas en Orihuela y Lorca, así como repeler a Jaime I de Aragón, en plena expansión conquistadora (de hecho, en 1240 conquistaría Villena).
Zayyan fue finalmente destituido en 1241 por Ibn Hud al-Dawla (tío de Ibn Hud), el cual mantuvo la idea del acercamiento a Castilla, solicitando un pacto en 1243. Tras la firma del tratado de Alcaraz, el infante Alfonso de Castilla, futuro Alfonso X el Sabio, en nombre de su padre Fernando III, sometió a la taifa de Murcia a vasallaje, incorporando la ciudad y su reino a la Corona de Castilla en forma de protectorado.

## Protectorado castellano, revuelta mudéjar y conquista aragonesa (1243-1266)
En 1243, Ibn Hud al-Dawla, emir de la taifa de Murcia, firmó el tratado de Alcaraz aceptando ser un protectorado de los reinos de Castilla y de León. De esta manera, Murcia ganaba una alianza para detener a los aragoneses de Jaime I y a los granadinos de Ibn al-Ahmar (rivales de la taifa murciana), de la misma forma que lograba paralizar el avance de la Orden de Santiago, que en 1242 ya había conquistado algunas localidades del norte de la taifa de la mano de Pelayo Pérez Correa, como Chinchilla o Yeste. Castilla, en contrapartida, conseguía una salida al Mar Mediterráneo. 

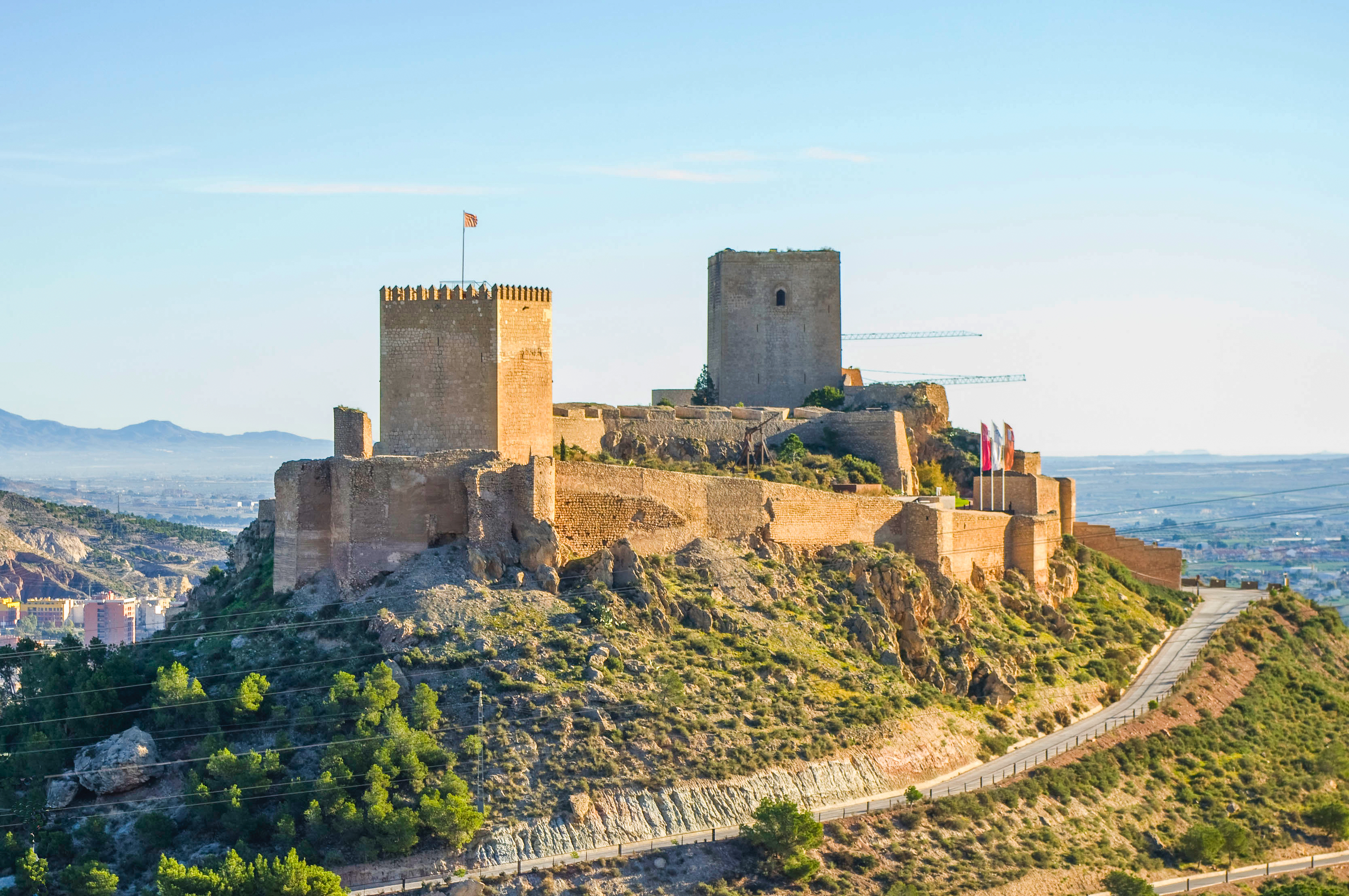
El Castillo de Lorca, sede de la guarnición castellana, estuvo sitiado durante la revolución mudéjar

Sin embargo, diversos núcleos de la antigua taifa no cumplieron el pacto, tales como Orihuela, Alicante Ricote y Aledo, siendo sometidas por la acción de Pelayo Pérez Correa en el mismo año de 1243. Otras poblaciones importantes, como Mula, Cartagena y Lorca, se negaron en su momento a participar del tratado de Alcaraz, por lo que tropas de Castilla (dirigidas por el infante Alfonso) aplicaron el derecho de conquista sobre ellas. Mula cayó en 1244 y Cartagena en 1245. En cambio, Lorca acabó firmando un pacto con los sitiadores que replicaba lo acordado en Alcaraz. Esta situación generó que todo el territorio murciano fuera un protectorado semiautónomo de los musulmanes (de hecho, Ibn Hud al-Dawla continuaría figurando como "rey de Murcia", residiendo en el Alcázar Menor), a excepción de los núcleos de Mula y Cartagena, las únicas poblaciones de jurisdicción plenamente cristiana por su sublevación y consecuente conquista.
También en 1244 se firmaría el Tratado de Almizra entre Castilla y Aragón, que definiría la frontera murciana con el reino de Valencia y por el que Villena pasaría a manos castellanas.
Sin embargo, en 1250 Castilla decidió crear la diócesis de Cartagena, y en 1258 el adelantamiento mayor del reino de Murcia. Esto se debió al paulatino incremento de la intervención cristiana en el protectorado, más evidente a partir de 1257 (fecha del primer repartimiento de Murcia), cuando el ya rey Alfonso fue plenamente consciente de que si cumplía lo acordado en Alcaraz en nada avanzaría la transformación cristiana del reino y su jurisdicción en la zona seguiría estando limitada indefinidamente. De esta manera, los sucesivos incumplimientos de lo pactado generaron un profundo malestar en los musulmanes murcianos, que a partir de 1260 ya no estarían liderados por el promotor de Alcaraz, Ibn Hud al-Dawla, fallecido aquel año. Al-Dawla fue sucedido por su hijo, Abu Yafar ibn Muhammad ibn Hud, que falleció en 1264, siendo sustituido por el hijo de este, Muhammad ibn Abi Yafar; siendo depuesto a las pocas semanas por Abu Bakr ibn Hud al-Watiq.
La revuelta contra la Corona de Castilla acabó estallando en 1264, siendo dirigida en Murcia por al-Watiq y alentada por Granada, conflicto que sería sofocado gracias a la intervención aragonesa. La reina Violante (esposa de Alfonso X) pidió ayuda a su padre, Jaime I, ya que Alfonso se encontraba atendiendo la rebelión andaluza. Tropas aragonesas mandadas por el infante Pedro (el futuro Pedro III el Grande) y el propio Jaime tomaron los núcleos rebeldes entre 1265 y 1266, dejando a un importante contingente de población aragonesa en el reino. Aunque según las condiciones del tratado de Almizra, este sería devuelto a Castilla.
Fue entonces (a partir de 1266) cuando se dio por finalizado el protectorado. A al-Watiq se le dieron tierras y vivió en el exilio, en su lugar Abdallah ibn Hud fue nombrado líder de los ahora mudéjares, con el título de "Rey de los moros de la Arrixaca de Murcia", en lugar de "Rey de Murcia", título que pasaría a ser ostentado por los reyes de Castila. Daba así comienzo la construcción del nuevo Reino de Murcia como un ente político articulado plenamente dentro de la Corona castellana.